# Josefa Dominga Catalá de Valeriola
Josefa Dominga Catalá de Valeriola y Luján, más conocida por su título nobiliario de mayor rango, el de duquesa de Almodóvar (Valencia, 1 de noviembre de 1764 - 6 de febrero de 1814) fue una aristócrata valenciana poseedora de numerosos títulos nobiliarios, y tuvo la dignidad de Grandeza de España.

## Biografía
Josefa Dominga era hija de Vicente Catalá de Valeriola y Centelles-Castellví († 9 de abril de 1766) y de Rafaela Luján y Góngora († 21 de abril de 1766). Debido a la temprana muerte de sus padres, su abuela Ana Antonia Menéndez y Sandoval, condesa de Canalejas, se  hizo cargo de ella hasta que murió el 22 de abril de 1776. Después, el tutor de Josefa Dominga pasó a ser un tío suyo, Pedro Francisco Suárez de Góngora, entonces marqués de Almodóvar, y desde el 1780, duque. A la muerte de este último en 1794, Josefa Dominga heredó el título y se convirtió en duquesa de Almodóvar, y tras la muerte de otro tío suyo, Joaquín Antonio de Castellví e Idiáquez, el 8 de marzo del 1800, heredó los condados de la Alcudia y de Gestalgar, las baronías de Estivella, Xaló y Llíber, y el señorío de Gata, entre otras posesiones y títulos. Hay que decir que esta mujer descendía de los más importantes linajes nobiliarios valencianos: los Catalá de Valeriola, Centelles, Montpalau, Castellví, Montsoriu o Escrivá de Íxer, y de linajes italianos como los Mussefi, originario de la ciudad italiana de Lodi. De hecho, tuvo posesiones por Castilla, Andalucía, Italia, Francia e incluso, en el Perú.
Se casó en Madrid el 15 de septiembre de 1782 con Benito Osorio y Lasso de la Vega, pero siete años después, el matrimonio se anuló (28 de julio de 1789) y Josefa Dominga ya no se volvió a casar. Su vida transcurrió entre Madrid y Valencia, y el contacto directo con sus dominios valencianos fue más bien escaso.
Sin hijos, el 19 de octubre de 1804, otorgaba testamento en favor de su alma como única heredera legítima y universal. Su testamento dejaba patente que, en sufragio de su alma y redención de sus pecados, concedía dotaciones en metálico para los huérfanos que contrajeran matrimonio, y ordenaba que con los fondos existentes o producidos por sus bienes, se constituyeran escuelas de enseñanza primaria en Estivella, Gestalgar, Sot de Chera, Xaló, Llíber y Gata, pueblos que habían pertenecido a su jurisdicción. La duquesa de Almodóvar murió el 6 de febrero del 1814, y tres días más tarde empezó a funcionar la testamentaría, que se convirtió en una institución benéfica de carácter privado, de la cual se encargaron los administradores, con la asistencia de los curas de cada pueblo.
Está sepultada en la capilla de San Antonio Abad de la Catedral de Valencia y su fondo documental se encuentra en el Archivo de la Diputación de Valencia.